# مینرال (تگزاس)
مینرال (به انگلیسی: Mineral) یک منطقهٔ مسکونی در ایالات متحده آمریکا است که در شهرستان بی، تگزاس واقع شده‌است. مینرال ۱۰۲٫۱۱ متر بالاتر از سطح دریا واقع شده‌است.